# Altuğ Çelikbilek
Altuğ Çelikbilek (Adalia, 7 settembre 1996) è un tennista turco.
Çelikbilek ha raggiunto al massimo la posizione numero 154 del ranking ATP il 21 febbraio 2022. Ha anche raggiunto la posizione numero 224 del ranking di doppio il 25 luglio 2022. Çelikbilek ha vinto 3 Challenger e 5 futures in singolare e 1 Challenger e 11 futures in doppio. È attualmente il numero 1 di Turchia.

## Carriera
Çelikbilek ha debuttato nei tornei dello Slam all'Open di Francia 2021 come qualificato.
Ha rappresentato la Turchia in Coppa Davis, dove ha un parziale di 5 vittorie e di 7 sconfitte.

## Statistiche

### Tornei minori

#### Singolare

##### Vittorie (8)
| Legenda tornei minori |
| Challenger (3)        |
| ITF (5)               |

| N. | Data          | Torneo                                           | Superficie | Avversario in finale  | Punteggio        |
| 1. | Febbraio 2017 | Turkey F7, Adalia                                | Cemento    | Aleksandar Lazov      | 4–6, 7–6(5), 6–4 |
| 2. | Aprile 2018   | Tunisia F16, Gerba                               | Cemento    | Yannick Mertens       | 6(4)–7, 6–3, 6–4 |
| 3. | Ottobre 2018  | Germany F16, Amburgo                             | Cemento    | Louis Wessels         | 6–2, 2–6, 6–4    |
| 4. | Febbraio 2019 | M15 Monastir, Monastir                           | Cemento    | Cristoph Negritu      | 2–6, 6–4, 6–1    |
| 5. | Maggio 2019   | M15 Sozopol, Sozopol                             | Cemento    | Aleksandr Donski      | 6(5)–7, 6–3, 6–2 |
| 6. | Luglio 2021   | Porto Open, Porto                                | Cemento    | Quentin Halys         | 6–2, 6–1         |
| 7. | Luglio 2021   | Open Diputación Ciudad de Pozoblanco, Pozoblanco | Cemento    | Cem İlkel             | 6–1, 6(2)–7, 6–3 |
| 8. | Luglio 2022   | Porto Open, Porto                                | Cemento    | Christopher O'Connell | 7–6(5), 3–1 rit. |

##### Sconfitte (3)
| Legenda tornei minori |
| Challenger (1)        |
| ITF (2)               |

| N. | Data          | Torneo                                       | Superficie  | Avversario in finale | Punteggio     |
| 1. | Novembre 2016 | Turkey F45, Adalia                           | Cemento     | Dmitrij Popko        | 2–6, 5–7      |
| 2. | Novembre 2019 | M15 Monastir, Monastir                       | Cemento     | Matija Pecotić       | 1–6, 1–6      |
| 3. | Marzo 2021    | St. Petersburg Challenger I, San Pietroburgo | Cemento (i) | Zizou Bergs          | 4–6, 6–3, 4–6 |

#### Doppio

##### Vittorie (12)
| Legenda tornei minori |
| Challenger (1)        |
| ITF (11)              |

| N. | Data        | Torneo              | Superficie | Compagno      | Avversari in finale           | Punteggio           |
| 1. | Luglio 2022 | Málaga Open, Malaga | Cemento    | Dmitrij Popko | Daniel Cukierman Emilio Gómez | 6(4)–7, 6–4, [10–6] |

##### Sconfitte (15)
| Legenda tornei minori |
| Challenger (0)        |
| ITF (15)              |